# Frédéric Krivine
Frédéric Krivine (10 de juliol de 1959, Suresnes, França) és un guionista de televisió francès.

## Biografia
Fill del cirurgià Jean-Michel Krivine i d'Irene Borten-Krivine, estudià a l'institut Condorcet i després al centre de formació de periodistes.
Començà la seva carrera artística amb la publicació de diverses novel·les: Arrêt obligatoire (1986), Un souvenir de Berlin (1990) i Des noires et une blanche (1994).
Es feu guionista de televisió amb les sèries Les Enquêtes de Chlorophylle (1993) i Anne Le Guen (1995), amb els telefilms Les Enfants du mensonge (1996) i Une deuxième chance (2003). El 1997 creà per a France 2 la sèrie PJ.
És autor també de telefilms i sèries com Le Train de 16 heures, de Philippe Triboit, i Nom de Code DP, de Patrick Dewolf.
El 2008 creà a France 3 amb Emmanuel Daucé i Philippe Triboit Un village français, crònica d'una sotsprefectura sota l'ocupació nazi de França. El mateix any creà també la sèrie Duo, una comèdia policíaca de Nicole Flipo i Patrick Volson..